# Herb gminy Borzytuchom
Herb gminy Borzytuchom – jeden z symboli gminy Borzytuchom, oficjalnie ustanowiony 14 listopada 2001.

## Wygląd
Herb przedstawia na tarczy z czarną obwódką, podzielonej w poprzek czarną linią na dwie części: w górnej na niebieskim tle dwa złote dzwony, natomiast w dolnej na żółtym tle – czarny dzik w biegu.